# Stade de la Mission
Le Stade de la Mission est un stade de football situé à Temenetaye dans la Commune de Kaloum (Conakry) ayant une capacité de 1000 places.
Il accueille les matchs à domicile du club de football AS Kaloum Star.

## Rénovation
Le stade a été rénové en 2014, par le président de l'AS Kaloum, Bouba Sampil à hauteur de 702 000,00 €.

## Galerie

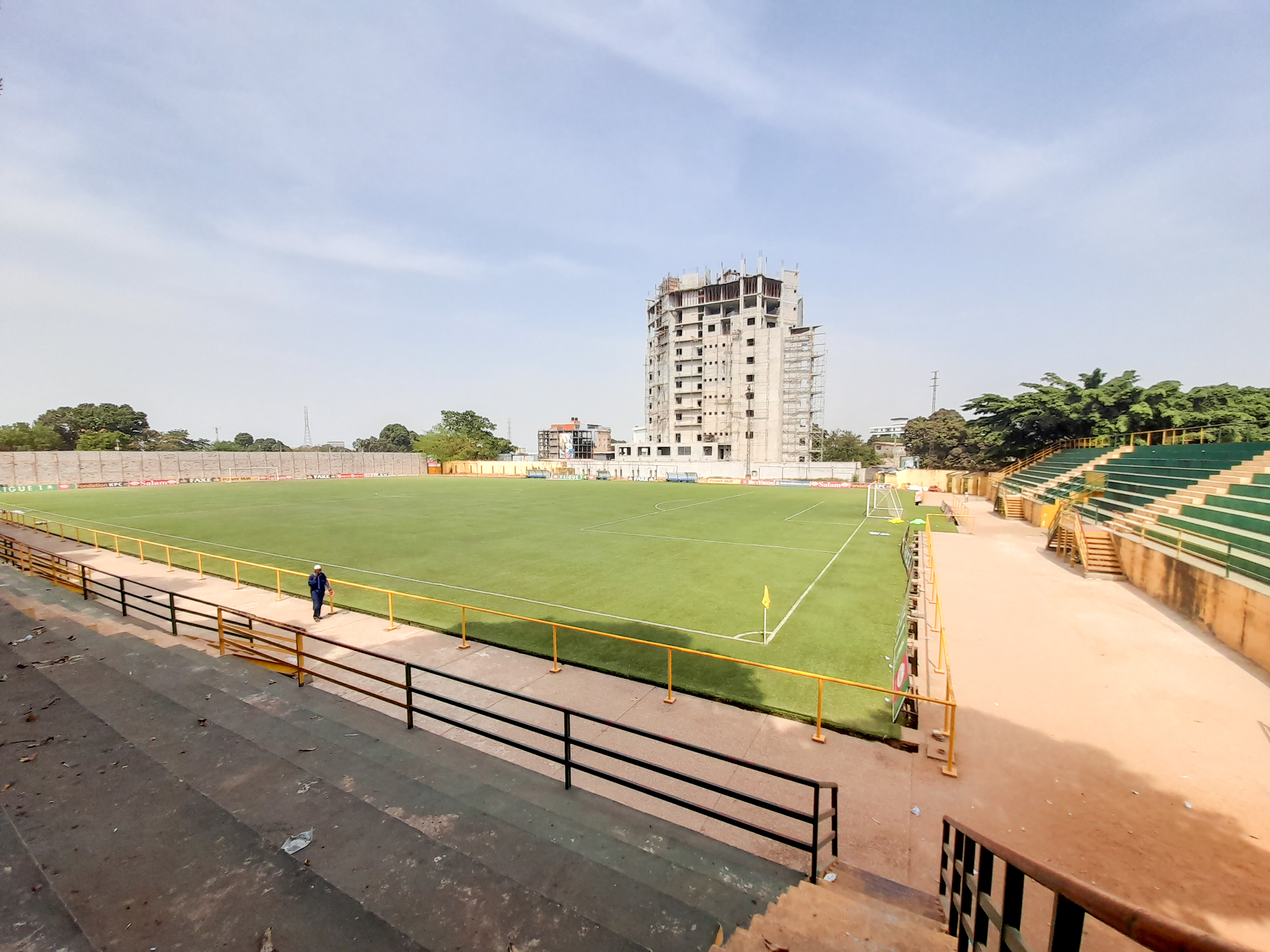
Vue du stade
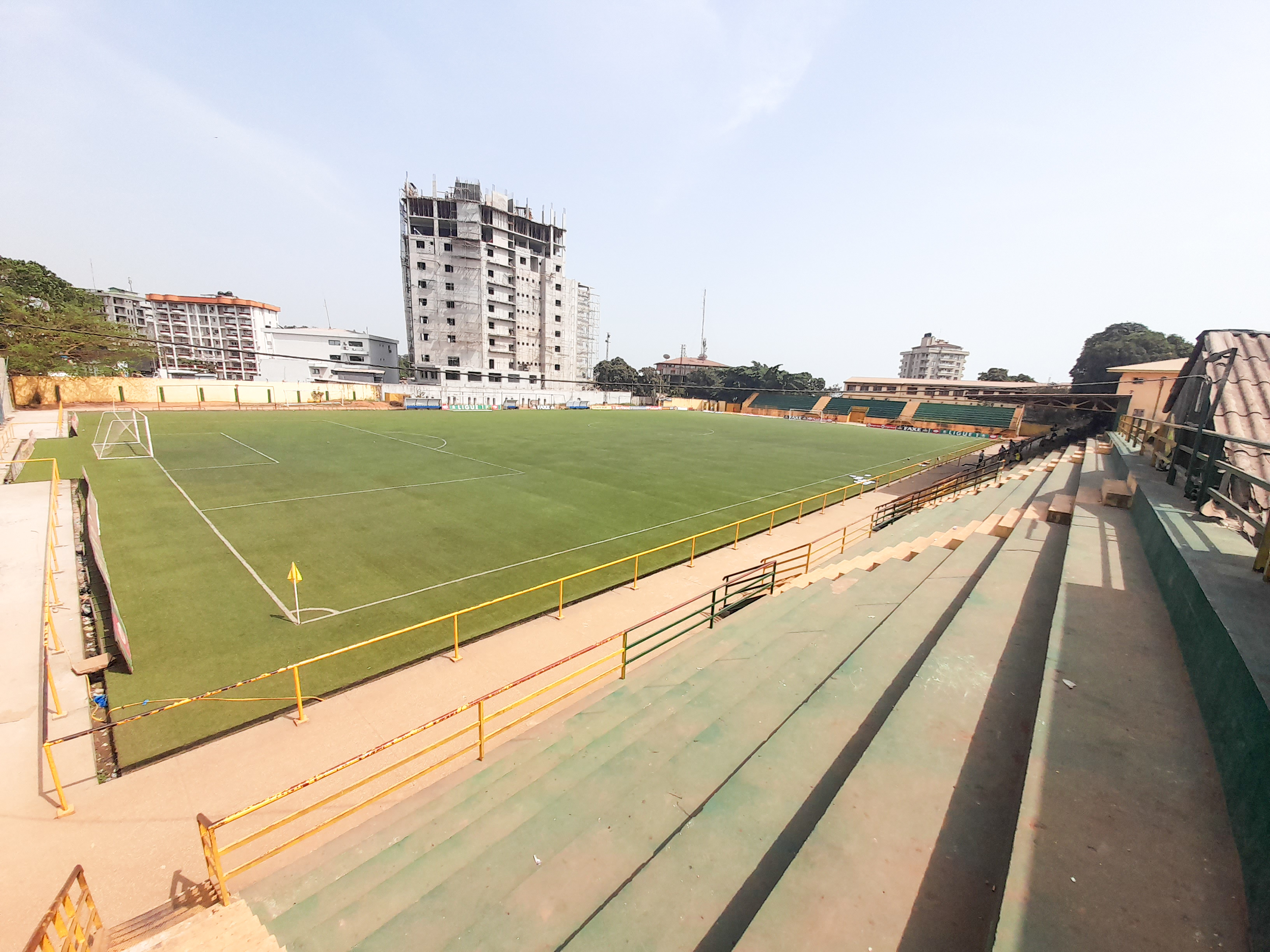
Vue du stade
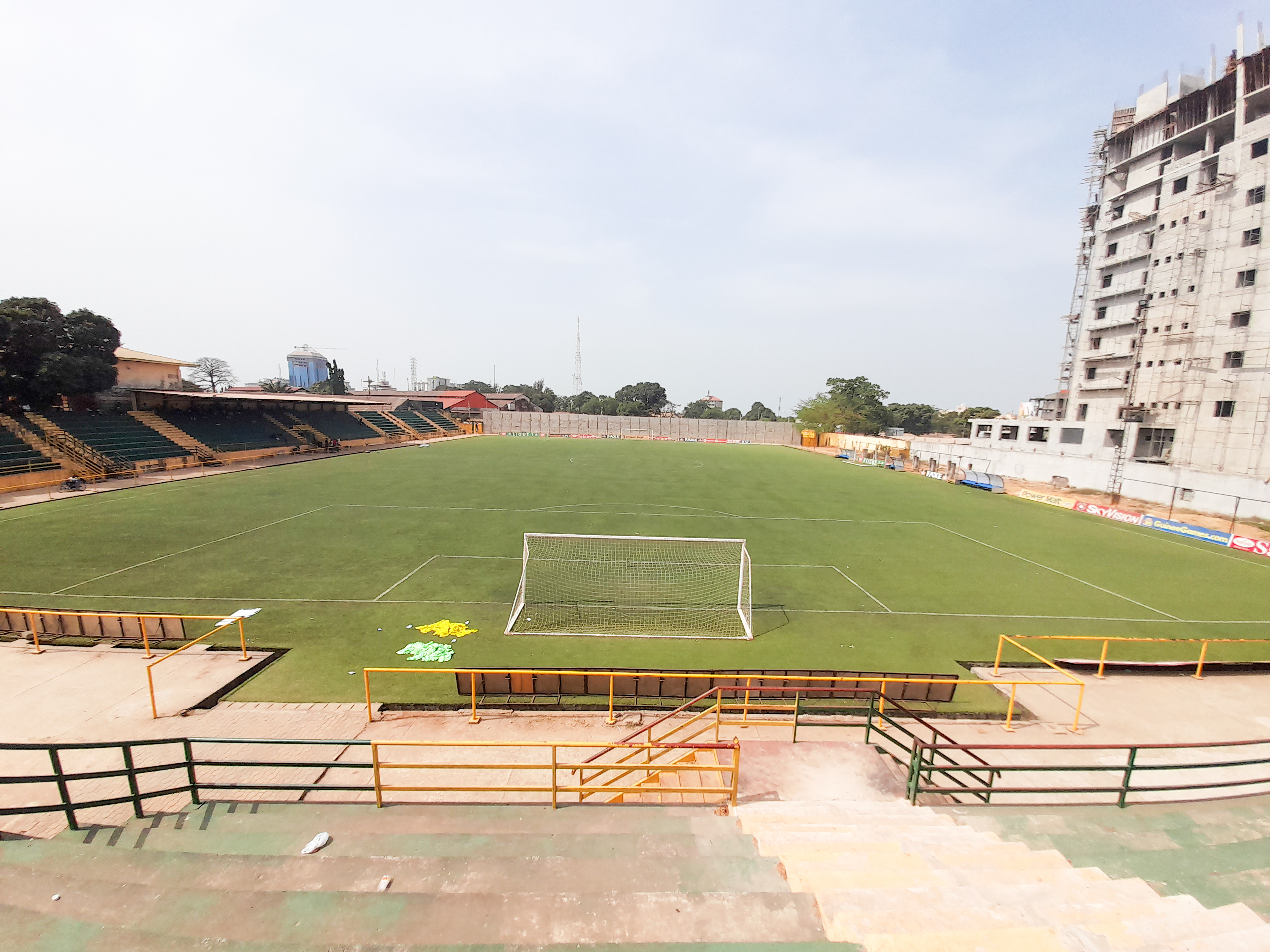
Vue du stade
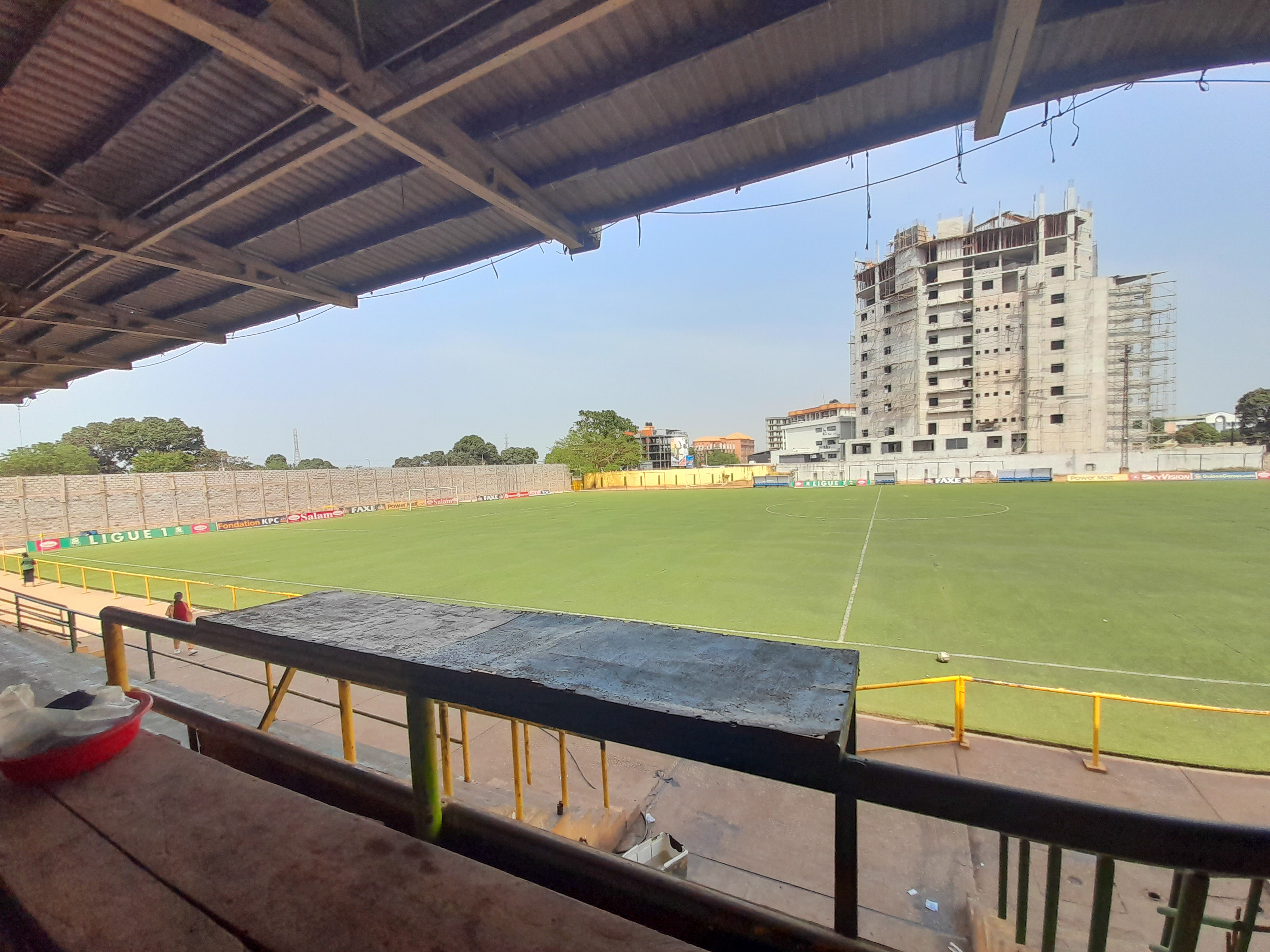
Vue du stade
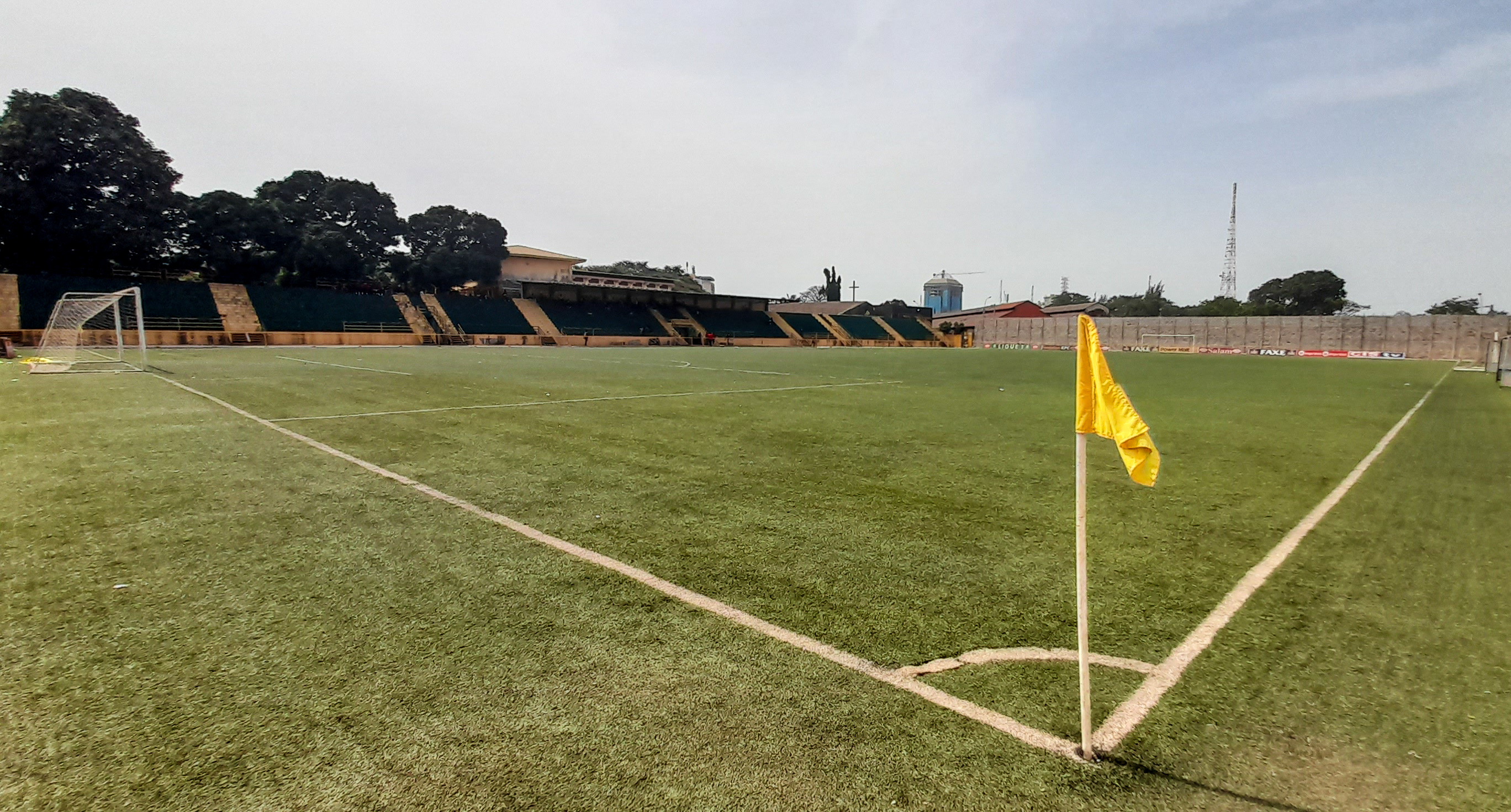
Vue du stade